# Mount Southard
Mount Southard ist ein isolierter und 2400 m (nach neuseeländischen Angaben 2275 m) hoher Berg im ostantarktischen Viktorialand. Er ragt 8 km nordwestlich des Welcome Mountain am nordwestlichen Ende der Gruppe der Outback-Nunatakker auf.
Der United States Geological Survey kartierte ihn anhand eigener Vermessungen und Luftaufnahmen der United States Navy aus den Jahren von 1959 bis 1964. Das Advisory Committee on Antarctic Names benannte ihn 1970 nach Rupert Barron Southard Jr. (1923–1999), Leiter des Amts für internationale Aufgaben des United States Geological Survey, dessen topografische Abteilung er später vorstand.